# Just Tony
Just Tony is een Amerikaanse western uit 1922. De film is gebaseerd op de in hetzelfde jaar verschenen roman Alcatraz van Max Brand. De stomme film is bewaard gebleven en kopieën ervan liggen in meerdere musea en archieven in de Verenigde Staten. In Nederland werden twee aparte titels gebruikt: Tony het renpaard van Tom Mix en Hoe Tom Mix aan zijn wonderpaard Tony kwam.
In 1914 zag Olive Stokes, de toenmalige echtgenote van Tom Mix, een jonge hengst achter een wagen lopen. Ze vond hem gelijk interessant en schakelde paardentrainer Pat Chrisman in, die het dier voor 14 dollar opkocht. Drie jaar later verkocht Chrisman het getrainde paard Tony voor 600 dollar aan Mix. Het paard verscheen met de acteur in films en werd bijna net zo populair als hem.
Just Tony is een van drie films waarin Tony zelf centraal stond. De andere twee zijn Oh, You Tony! (1924) en Tony Runs Wild (1926).

## Verhaal
Tony speelt in deze film een andere rol dan gebruikelijk wanneer hij enkel het 'wonderpaard' van Tom Mix is. In Just Tony is hij een hengst die gruwelijk wordt mishandeld door zijn Mexicaanse eigenaar. Het dier trapt hem uiteindelijk dood en sluit zich aan bij een kudde wilde mustangs. Hij besluit vanwege de mishandelingen wraak te nemen op alle mensen. Maar dan verschijnt cowboy Jim Ferris (Tom Mix) en leert het dier dat niet de hele mensheid slecht is. Tony beloont deze aardige geste door Ferris en de knappe rancher Marianne Jordan (Claire Adams) te redden van een bende rovers. Jordan had Ferris aanvankelijk ingehuurd om Tony te vangen.

## Rolverdeling
| Acteur         | Personage          |
| -------------- | ------------------ |
| Tom Mix        | Jim 'Red' Ferris   |
| Claire Adams   | Marianne Jordan    |
| J. P. Lockney  | Oliver Jordan      |
| Duke R. Lee    | Manuel Cordova     |
| Frank Campeau  | Lew Hervey         |
| Walt Robbins   | 'Shorty'           |
| Tony het paard | Hemzelf, een paard |